# Onuralp Bitim
Onuralp Bitim (ur. 31 marca 1999 w Kadıköy) – turecki koszykarz, występujący na pozycji niskiego skrzydłowego, reprezentant kraju, obecnie zawodnik Chicago Bulls oraz zespołu G-League – Windy City Bulls.
W 2015 wziął udział w meczu wschodzących gwiazd Jordan Classic International.

## Osiągnięcia
Stan na 14 grudnia 2023, na podstawie, o ile nie zaznaczono inaczej.

### Drużynowe
- Mistrz Turcji (2019)
- Wicemistrz:
  - Eurocup (2022)
  - Ligi Mistrzów (2021)
- Zdobywca Superpucharu Turcji (2018)
- Finalista:
  - Pucharu Turcji (2017, 2019)
  - Superpucharu Turcji (2016)

### Indywidualne
- Zaliczony do II składu EuroCup (2023)
- Zwycięzca konkursu wsadów ligi tureckiej (2018, 2020)

### Reprezentacja
Seniorska
- Uczestnik:
  - mistrzostw Europy (2022 – 10. miejsce)
  - europejskich kwalifikacji do mistrzostw świata (2021 – 16. miejsce)
  - pre-kwalifikacji olimpijskich (2023/2004)

Młodzieżowe
- Wicemistrz świata U–17 (2016)[4]
- Brązowy medalista mistrzostw Europy U–16 (2015)[5]
- Uczestnik:
  - mistrzostw Europy:
    - U–20 (2018 – 5. miejsce, 2019 – 6. miejsce)
    - U–16 (2014 – 4. miejsce, 2015)[6]

  - turnieju Alberta Schweitzera (2018 – 6. miejsce)
- Zaliczony do I składu mistrzostw Europy U–16 (2015)